# Šahram Amírí
Šahram Amírí (persky شهرام امیری‎; 8. listopadu 1977 – 3. srpna 2016) byl íránský jaderný vědec popravený za údajné vyzrazení tajných informací ohledně íránského jaderného programu Spojeným státům americkým. Vězněn byl od návratu z USA v roce 2010 až do popravy, která byla vykonána oběšením.